# 大上海時代広場

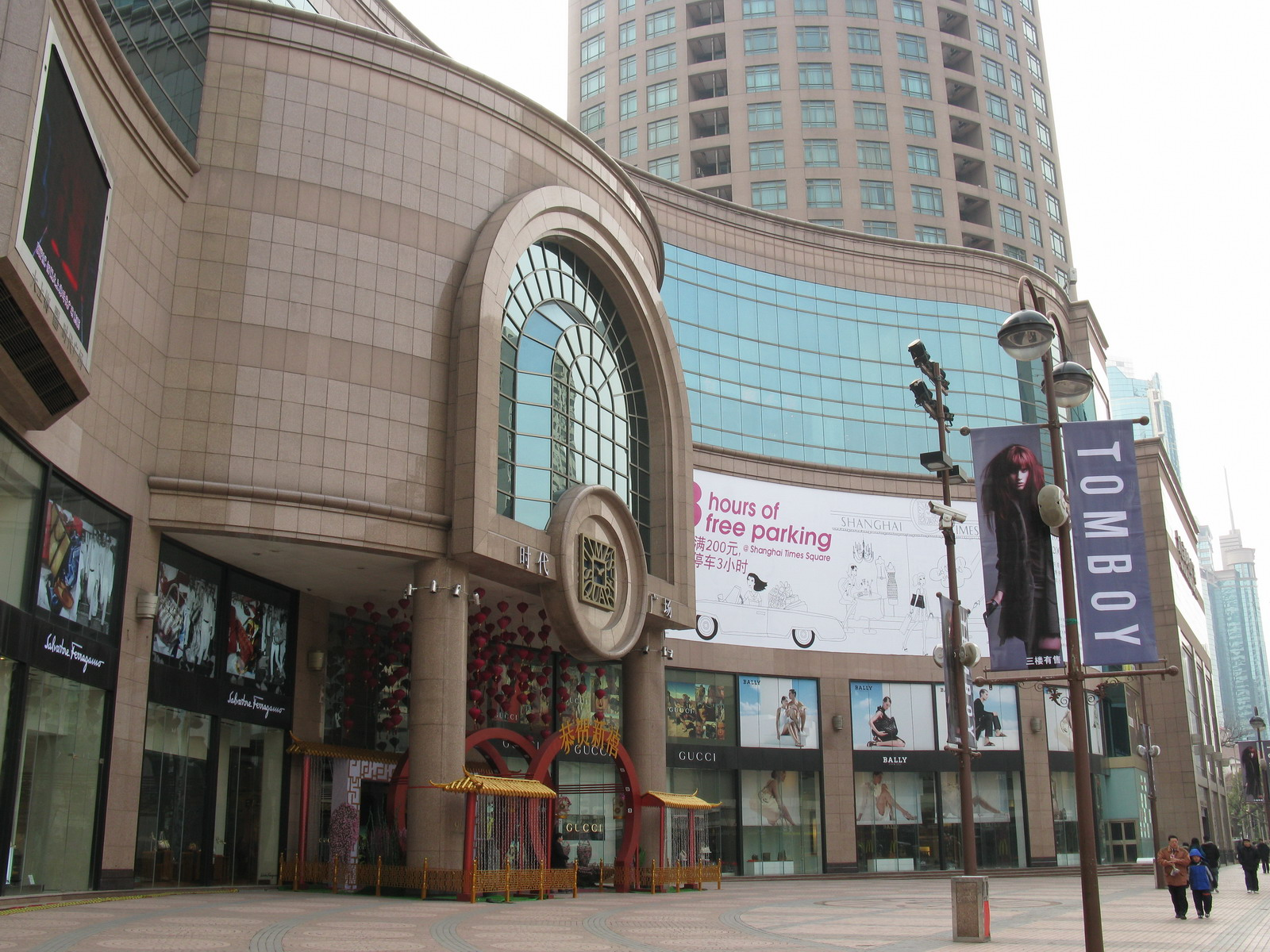
大上海時代広場 (Shanghai Times Square)

大上海時代広場（だいシャンハイじだいひろば、大上海时代广场、英字表記：Shaghai Times Squere）は、中華人民共和国の上海市黄浦区淮海中路93号にある複合商業施設。

## 概要
香港の九龍倉集團物業の投資によって建設。総建築面積は10.9万平方メートル。地上30階、地下3階。正門の外では1,600平方メートルの露天広場が設けられている。レーン クロウフォード、グッチ、エスプリなど各社が出店している。
毎年12月31日にはニューヨークや香港のタイムズスクエアを模して年越しのカウントダウンが行われる。